# Pregarten
Pregarten è un comune austriaco di 5 234 abitanti nel distretto di Freistadt, in Alta Austria; ha lo status di città (Stadt).